# Roland A. Höhne
Roland Arthur Höhne (* 4. September 1936 in Halle/Saale; † 14. April 2022) war ein deutscher Politikwissenschaftler, Historiker und Hochschullehrer.

## Leben und Wirken
Roland A. Höhne studierte Politikwissenschaft und Geschichte an der Freien Universität Berlin und promovierte dort 1968 bei Gilbert Ziebura. Von 1964 bis 1971 war er dort wissenschaftlicher Mitarbeiter am Institut für Sozialwissenschaftliche Forschung und bis 1977 Assistenzprofessor. Von 1980 bis 1981 lehrte er als Professor an der Universität Bochum. Von 1981 bis 2004 hatte er eine Professur an der Gesamthochschule Kassel inne. Diese Professur hatte den Schwerpunkt „Romanische Landeswissenschaft“ – Höhne beschäftigte sich in Forschung, Lehre und seinen Veröffentlichungen vor allem mit Themen zur politischen Landeskunde Frankreichs und der deutsch-französischen Beziehungen. Von 2005 bis 2006 hatte er eine Gastprofessur in Rostow/Russland (Südliche Föderale Universität) inne.

## Veröffentlichungen (Auswahl)
- Faktoren des außenpolitischen Meinungs- und Willensbildungsprozesses innerhalb der gemäßigten Rechten Frankreichs in den Jahren 1934–1936. Dissertation Freie Universität Berlin 1968.
- Der antideutsche Nationalismus als Instrument innergesellschaftlicher Auseinandersetzungen in Frankreich. In: Aus Politik und Zeitgeschichte, Bd. 26 (1976), H. 5, S. 31–38.
- (Mitautor): Michael Nerlich u. a. (Hrsg.): Kritik der Frankreichforschung 1871–1975. Argument-Verlag, Karlsruhe 1977.
- Die Reaktion der internationalen Presse. In: Dokumente. Zeitschrift für den deutsch-französischen Dialog, Bd. 34 (1978), S. 39–60.
- Anatomie einer Wahl. Die Perzeption der französischen Parlamentswahlen von 1973 durch die liberale Presse der Bundesrepublik. In: Francia, Bd. 6 (1978), S. 527–565.
- (mit Anette Kleszcz-Wagner): Technokraten oder Politiker? In: Zeitschrift für Parlamentsfragen, Bd. 17 (1986), S. 515–529.
- Die Renaissance des Rechtsextremismus in Frankreich. In: Politische Vierteljahresschrift, Bd. 31 (1990), S. 79–96.
- Frankreichs Stellung in der Welt. In: Aus Politik und Zeitgeschichte, Bd. 41 (1991), H. 47–48, S. 37–46.
- Die Krise des Integrationsprozesses in Frankreich. In: Horst Dippel (Hrsg.): Zuwanderung. Bedrohung oder Bereicherung? Beiträge zur Immigration und Integration in ausgewählten Ländern Westeuropas und Nordamerikas (= Kasseler Beiträge zur modernen Gesellschaft, Bd. 1). Lit-Verlag, Münster 1994, S. 121–155, ISBN 3-8258-2368-7.
- Die kulturwissenschaftliche Herausforderung der Landeswissenschaften. In: Grenzgänge, Bd. 3 (1996), H. 6, S. 71–87.
- Kontinuität und Wandel des französischen Parteiensystems. In: Frankreich-Jahrbuch, Bd. 9 (1996), S. 109–145.
- Das Regime von Vichy. Ein europäischer Sonderfall autoritärer Herrschaft? In: Heiner Timmermann/Wolf D. Gruner (Hrsg.): Demokratie und Diktatur in Europa. Geschichte und Wechsel der politischen Systeme im 20. Jahrhundert. Duncker & Humblot, Berlin 2001, S. 473–534, ISBN 3-428-10415-3.
- Zeitenwende nach dem Kriegsende? Die französische und italienische Nachkriegsverfassung im Vergleich. In: Hartmut Ullrich (Hrsg.): Verfassungsgebung, partitocrazia und Verfassungswandel in Italien vom Ende des II. Weltkrieges bis heute (= Italien in Geschichte und Gegenwart, Bd. 18). Lang, Frankfurt/M. 2001, S. 83–101, ISBN 3-631-34579-8.
- Das Parteiensystem Frankreichs. In: Oskar Niedermayer (Hrsg.): Die Parteiensysteme Westeuropas. VS Verlag für Sozialwissenschaft, Wiesbaden 2006, S. 161–187, ISBN 3-531-14111-2.
- Die romanische Landeswissenschaft. Das ungeliebte Kind der deutschen Romanistik. In: Stefan Fisch (Hrsg.): Leben und Lehren in Frankreich und Deutschland. Steiner, Stuttgart 2007, S. 223–235, ISBN 3-515-08945-4.
- Der lange Weg zur Demokratie. Die Transformation der neofaschistischen italienischen Sozialbewegung MSI in die rechtsnationale Alleanza Nazionale. In: Ingo Kolboom (Hrsg.): Zeit-Geschichten aus Deutschland, Frankreich, Europa und der Welt. Lothar Albertin zu Ehren. Jacobs-Verlag, Lage 2008, S. 211–231, ISBN 3-89918-162-X.
- Die Diskussion um die Landeskunde in der deutschen Romanistik seit den 1970er Jahren. In: Michel Grunewald (Hrsg.): France-Allemagne au XXe siècle (= Convergences, Bd. 1). Lang, Bern u. a. 2011, S. 55–68.
- Zwischen Repräsentativität und Stabilität. Wahlsystem und Wahlrechtsreform in Italien. In: Zeitschrift für Politik, Bd. 59 (2012), S. 217–243.

Außerdem zahlreiche Aufsätze, u. a. in der Zeitschrift Lendemains. Études comparées sur la France.